# Историја геологије
Историја геологије бави се развојем природних наука о геологији. Геологија је научно проучавање порекла, историје и структуре Земље.

## Антика
Неке од првих геолошких записа били су о пореклу Земље. Античка Грчка је развила неке примарне геолошке концепте који се односе на порекло Земље. Поред тога, у 4. веку пре нове ере Аристотел је вршио критичка запажања о спорој брзини геолошких промена. Посматрао је састав копна и формулисао теорију где се Земља мења спорим темпом и да се те промене не могу приметити током живота једне особе. Аристотел је развио један од првих концепта заснованих на доказима повезан са геолошком царином у вези са брзином којом се Земља физички мења.
Међутим, његов наследник у Лицејуму, филозоф Теофраст, постигао је највећи напредак у антици у свом делу На камењу. Описао је многе минерале и руде, како из локалних рудника, попут оних у Лавриуму код Атине, тако и даље. Такође је сасвим природно разговарао о врстама мермера и грађевинског материјала попут кречњака, и покушао је примитивну класификацију својстава минерала по њиховим својствима, као што су тврдоћа.
Много касније, током римског периода, Плиније старији је покренуо веома опсежну расправу о још многим минералима и металима, а затим широко коришћеним у практичне сврхе. Био је међу првима који су правилно идентификовали порекло ћилибара као фосилизоване смоле са дрвећа посматрањем инсеката заробљених у неким комадима. Он је такође поставио основу кристалографије препознавањем октаедарске навике дијаманта.

## Средњи век
Абу Рајхан Мухамед ибн Ахмед Бируни (973–1048) био је један од најранијих муслиманских геолога, чији радови су укључивали најраније записе о геологији Индије, хипотетишући да је Индијски потконтинент некада био море.
Ибн Сина (981–1037), персијски полихистор, дао је значајан допринос геологији и природним наукама (које је он назвао Атабиејат) заједно са другим природњачким филозофима попут припадника Искрене браће и многих других. Ибн Сина је написао енциклопедијско дело под називом „Китаб ал-Шифа” (Књига излечења, исцељења или лека против незнања), у којој део 2, одељак 5, садржи његов коментар о Аристотеловој минералогији и метеорологији, у шест поглавља: Формирање планина, Предности планина у стварању облака; Извори воде; Порекло земљотреса; Формирање минерала; Разноликост земаљског терена.
У средњовековној Кини, један од најинтригантнијих природњака био је Шен Ко (1031–1095), полихисторска личност која се огледала у многим пољима истраживања свог времена. У погледу геологије, Шен Ко је један од првих природословца који је формулисао теорију геоморфологије. То је засновано на његовим опажањима седиментарног подизања, ерозије тла, таложења муља и морских фосила пронађених у планинама Тајханг, удаљеним стотинама километара од Тихог океана. Он је такође формулисао теорију о постепеним климатским променама, након што је уочио древне окамењене бамбусе пронађене у очуваном стању под земљом у близини Јанџоуа (модерни Јанан), у сувој северној клими провинције Шенси. Он је формулисао хипотезу о процесу формирања земљишта: на основу његовог посматрања фосилних шкољки у геолошком слоју на планини стотинама километара од океана. Он је закључио да је то земљиште настало ерозијом планина и таложењем муља.

## 20. век
До раног 20. века откривени су радиогени изотопи и развијено је радиометријско датирање. Године 1911, Артур Холмс, међу пионирима у коришћењу радиоактивног распада као средства за мерење геолошког времена, датира узорак са Цејлона стар 1,6 милијарди година користећи изотопе олова. Године 1913, Холмс је био део особља Империјалног колеџа, када је објавио своју чувену књигу Старост Земље у којој се снажно залагао за употребу радиометријских метода датирања, а не метода заснованих на геолошкој седиментацији или хлађењу земље (многи људи су се и даље држали прорачуна Лорда Келвина за мање од 100 милиона година). Холмс је проценио да су најстарије архејске стене старе 1.600 милиона година, али није спекулисао о Земљиној старости. Његово промовисање теорије у наредним деценијама донело му је надимак Отац модерне геохронологије. Године 1921, учесници годишњег састанка Британске асоцијације за унапређење науке дошли су до грубог консензуса да је старост Земље неколико милијарди година и да је радиометријско датирање веродостојно. Холмс је објавио Старост Земље, увод у геолошке идеје 1927. године у којем је представио распон од 1,6 до 3,0 милијарде година, повећавајући процену током 1940-их на 4.500 ± 100 милиона година, засновану на мерењу релативног обиља изотопа уранијума коју је успоставио Алфред О. Ц. Ниер. Теорије које нису биле у складу са научним доказима који су утврдили старост Земље више се нису могли прихватити. Утврђена старост Земље је од тада рафинирана, али се није битно променила.
Године 1912, Алфред Вегенер је предложио теорију померања континената. Ова теорија сугерише да облици континената и одговарајућа геологија обала између неких континената указују на то да су били спојени у прошлости и формирали једну копнену масу познату као Пангеа; након тога су се одвојили и плутали попут сплавова преко океанског дна, тренутно достижући свој садашњи положај. Поред тога, теорија померања континената понудила је могуће објашњење за формирање планина; тектоника плоча изграђена на теорији померања континената.
Нажалост, Вегенер није пружио убедљив механизам за ово кретање, а његове идеје нису биле опште прихваћене током његовог живота. Артур Холмс је прихватио Вегенерову теорију и пружио механизам: конвекцију плашта, да изазове кретање континената. Међутим, тек после Другог светског рата почели су да се гомилају нови докази који подржавају померање континената. Уследио је период од 20 година током којег се теорија померања континената развила из веровања неколицине у камен темељац модерне геологије. Почевши од 1947. истраживања су пружила нове доказе о дну океана, а 1960. Брус К. Хизен је објавио концепт средњеокеанских гребена. Убрзо након тога, Роберт С. Диец и Хари Х. Хес су предложили да се океанска кора формира како се морско дно шири дуж средњеокеанских гребена у ширењу морског дна. Ово је виђено као потврда конвекције плашта и тако је уклоњен главни камен спотицања теорији. Геофизички докази сугеришу бочно кретање континената и да је океанска кора млађа од континенталне коре. Овај геофизички доказ је такође подстакао хипотезу о палеомагнетизму, запису о оријентацији Земљиног магнетног поља забележеном у магнетним минералима. Британски геофизичар С. К. Рункорн предложио је концепт палеомагнетизма из свог налаза да су се континенти померили у односу на Земљине магнетне полове. Тузо Вилсон, који је од самог почетка био промотер хипотезе о ширењу морског дна и дрифта континената, моделу је додао концепт трансформационих раседа, употпуњавајући класе типова раседа неопходних да би се омогућила покретљивост плоча на глобусној функцији. Симпозијум о померању континената који је одржан у Краљевском друштву у Лондону 1965. године може се сматрати званичним почетком прихватања тектонике плоча од стране научне заједнице. Апстракти са симпозијума су издати као Блакет, Балард, Ранкорн; 1965. На овом симпозијуму, Едвард Балард и сарадници су компјутерским прорачуном показали како би континенти дуж обе стране Атлантика најбоље сложили да се затвори океан, што је постало познато као чувено „Балардово уклапање“. До касних 1960-их, тежина доступних доказа учинила је дрифт континента општеприхваћеном теоријом.

## Модерна геологија
Примењујући здраве стратиграфске принципе на расподелу кратера на Месецу, може се тврдити да је Јуџин Шумејкер скоро преко ноћи одузео проучавање Месеца од лунарних астронома и дао га лунарним геолозима.
Последњих година геологија је наставила своју традицију као проучавање карактера и порекла земље, њених површинских карактеристика и унутрашње структуре. Оно што се променило у каснијем 20. веку је перспектива геолошког проучавања. Геологија се сада проучавала користећи интегративнији приступ, разматрајући Земљу у ширем контексту који обухвата атмосферу, биосферу и хидросферу. Сателити лоцирани у свемиру који снимају велике фотографије Земље пружају такву перспективу. Године 1972, Програм Ландсат, серија сателитских мисија којима су заједнички управљали NASA и Геолошки завод САД, почео је да испоручује сателитске снимке који се могу геолошки анализирати. Ове слике се могу користити за мапирање главних геолошких јединица, препознавање и корелацију типова стена за огромне регионе и праћење кретања тектонике плоча. Неколико примена ових података укључује могућност израде геолошки детаљних мапа, лоцирања извора природне енергије и предвиђања могућих природних катастрофа изазваних померањем плоча.